# أندريا استيبان
أندريا استيبان (بالإسبانية: Andrea Esteban Catalán)‏ هي لاعبة كرة قدم إسبانية، ولدت في 29 فبراير 1996 في طرويل في إسبانيا. لعبت مع نادي ليفانتي.